# Comté de Manresa
Le comté de Manresa est le nom donné à l'extrémité ouest du comté d'Osona, à partir de la comarque naturelle du Moianès et de la comarque de Bages, grâce à l'expansion chrétienne sur les terres d'Al-Andalus. Le territoire du comté de Manresa s'étend sur les comarques actuelle d'Anoia, de Segarra et d'Urgell.

### Sources
- (ca) Cet article est partiellement ou en totalité issu de l’article de Wikipédia en catalan intitulé « Comtat de Manresa » (voir la liste des auteurs).